# Karol Kučera
Karol Kučera (* 4. März 1974 in Bratislava) ist ein ehemaliger slowakischer Tennisspieler. Seine beste Platzierung in der Tennis-Weltrangliste erreichte er mit Position 6.

## Karriere
1992 wechselte Kučera ins Profilager. 1991 und 1992 war er Mitglied im tschechoslowakischen Galea Cup Team und 1992 im Europameisterschaftsteam. 1993 qualifizierte er sich für sein erstes Grand-Slam-Turnier, die French Open. 1995 gewann er in Rosmalen seinen ersten ATP-Titel. Bei den Olympischen Spielen 1996 in Atlanta unterlag er dem späteren Goldmedaillen-Gewinner Andre Agassi. Ein Jahr später gewann er in Ostrava mit einem Endspielsieg über Magnus Norman sein zweites ATP-Turnier.
Kučeras bestes Jahr war das Jahr 1998, das er als Achter der Weltrangliste beendete. Damit qualifizierte er sich für das Masters in Hannover. In dem genannten Jahr gewann er Titel in Sydney gegen Tim Henman und in New Haven gegen Goran Ivanišević sowie den Hopman Cup an der Seite von Karina Habšudová. Zwei weitere Endspiele erreichte er in Stuttgart (Niederlage gegen Gustavo Kuerten) und in Wien (gegen Pete Sampras). Insgesamt verbuchte er 1998 53 Siege und verdiente knapp über 1,4 Millionen US-Dollar.
Kučera erzielte 1998 auch sein bestes Grand-Slam-Ergebnis, als er das Halbfinale der Australian Open erreichte, indem er im Viertelfinale den Vorjahresgewinner und Weltranglistenführenden Pete Sampras bezwang. Das Halbfinale verlor er in vier Sätzen gegen den späteren Champion Petr Korda. 1999 gewann Kučera seinen fünften ATP-Titel in Basel, erneut gegen Tim Henman. Nach einer Verletzung des rechten Handgelenks, die er sich 1999 zugezogen hatte, fand er 2003 allmählich wieder zu alter Form zurück und stand wieder in den Top 50. In Kopenhagen gewann er 2003 seinen sechsten und zugleich letzten ATP-Titel mit einem Finalsieg über Olivier Rochus.
Nach der Niederlage im Davis Cup gegen Kroatien im Jahr 2005 gab er seinen Rücktritt vom Profitennis bekannt.

## Erfolge
| Legende (Anzahl der Siege)                       |
| Grand Slam                                       |
| Tennis Masters Cup                               |
| ATP Masters Series ATP World Tour Masters 1000   |
| ATP International Series Gold ATP World Tour 500 |
| ATP International Series ATP World Tour 250 (6)  |
| ATP Challenger Tour (8)                          |

### Einzel

#### Turniersiege

##### ATP Tour
| Nr. | Datum            | Turnier    | Belag         | Finalgegner      | Ergebnis                   |
| --- | ---------------- | ---------- | ------------- | ---------------- | -------------------------- |
| 1.  | 12. Juni 1995    | Rosmalen   | Rasen         | Anders Järryd    | 7:67, 7:64                 |
| 2.  | 13. Oktober 1997 | Ostrava    | Teppich (i)   | Magnus Norman    | 6:2, Aufgabe               |
| 3.  | 12. Januar 1998  | Sydney     | Hartplatz     | Tim Henman       | 7:5, 6:4                   |
| 4.  | 17. August 1998  | New Haven  | Hartplatz     | Goran Ivanišević | 6:4, 5:7, 6:2              |
| 5.  | 4. Oktober 1999  | Basel      | Teppich (i)   | Tim Henman       | 6:4, 7:610, 4:6, 4:6, 7:62 |
| 6.  | 24. Februar 2003 | Kopenhagen | Hartplatz (i) | Olivier Rochus   | 7:64, 6:4                  |

##### Challenger Tour
| Nr. | Datum              | Turnier                | Belag     | Finalgegner     | Ergebnis      |
| --- | ------------------ | ---------------------- | --------- | --------------- | ------------- |
| 1.  | 4. Mai 1992        | Prag                   | Sand      | Florian Krumrey | 2:6, 6:4, 6:4 |
| 2.  | 31. Januar 1994    | Lippstadt              | Teppich   | Fernon Wibier   | 6:4, 6:2      |
| 3.  | 28. Februar 1994   | Garmisch-Partenkirchen | Teppich   | Sláva Doseděl   | 6:3, 6:2      |
| 4.  | 12. Dezember 1994  | Prostějov              | Teppich   | Tomáš Anzari    | 6:0, 6:4      |
| 5.  | 5. November 2001   | Bratislava             | Sand      | Sargis Sargsian | 6:1, 7:5      |
| 6.  | 3. Februar 2003    | Breslau                | Hartplatz | Igor Kunizyn    | 6:2, 6:1      |
| 7.  | 27. September 2004 | Grenoble               | Hartplatz | Nicolas Mahut   | 7:5, 6:2      |

#### Finalteilnahmen
| Nr. | Datum             | Turnier       | Belag     | Finalgegner         | Ergebnis       |
| --- | ----------------- | ------------- | --------- | ------------------- | -------------- |
| 1.  | 22. August 1994   | Umag          | Sand      | Alberto Berasategui | 2:6, 4:6       |
| 2.  | 16. Juni 1997     | Nottingham    | Rasen     | Greg Rusedski       | 4:6, 5:7       |
| 3.  | 14. Juli 1997     | Stuttgart (1) | Sand      | Àlex Corretja       | 2:6, 5:7       |
| 4.  | 20. Juli 1998     | Stuttgart (2) | Sand      | Gustavo Kuerten     | 6:4, 2:6, 4:6  |
| 5.  | 12. Oktober 1998  | Wien          | Teppich   | Pete Sampras        | 3:6, 6:73, 1:6 |
| 6.  | 30. Dezember 2002 | Chennai       | Hartplatz | Paradorn Srichaphan | 3:6, 1:6       |

### Doppel

#### Turniersiege
| Nr. | Datum        | Turnier | Belag | Doppelpartner | Finalgegner             | Ergebnis       |
| --- | ------------ | ------- | ----- | ------------- | ----------------------- | -------------- |
| 1.  | 17. Mai 2004 | Prag    | Sand  | Cyril Suk     | Martin Damm Dušan Karol | 6:3, 6:75, 6:3 |